# تادائو آندو
تادائو آندو (به ژاپنی: 安藤忠雄 Andō Tadao) (زاده ۱۳ سپتامبر ۱۹۴۱، اوساکا) رزمی کار، بازیگر و معمار برجستهٔ ژاپنی است.
آندو معماری خودآموخته‌است. قبل از اینکه با جدیت به معماری روی آورد مدتی رانندهٔ کامیون و قبل از آن بوکسور بود.

## تولد، کودکی، جوانی

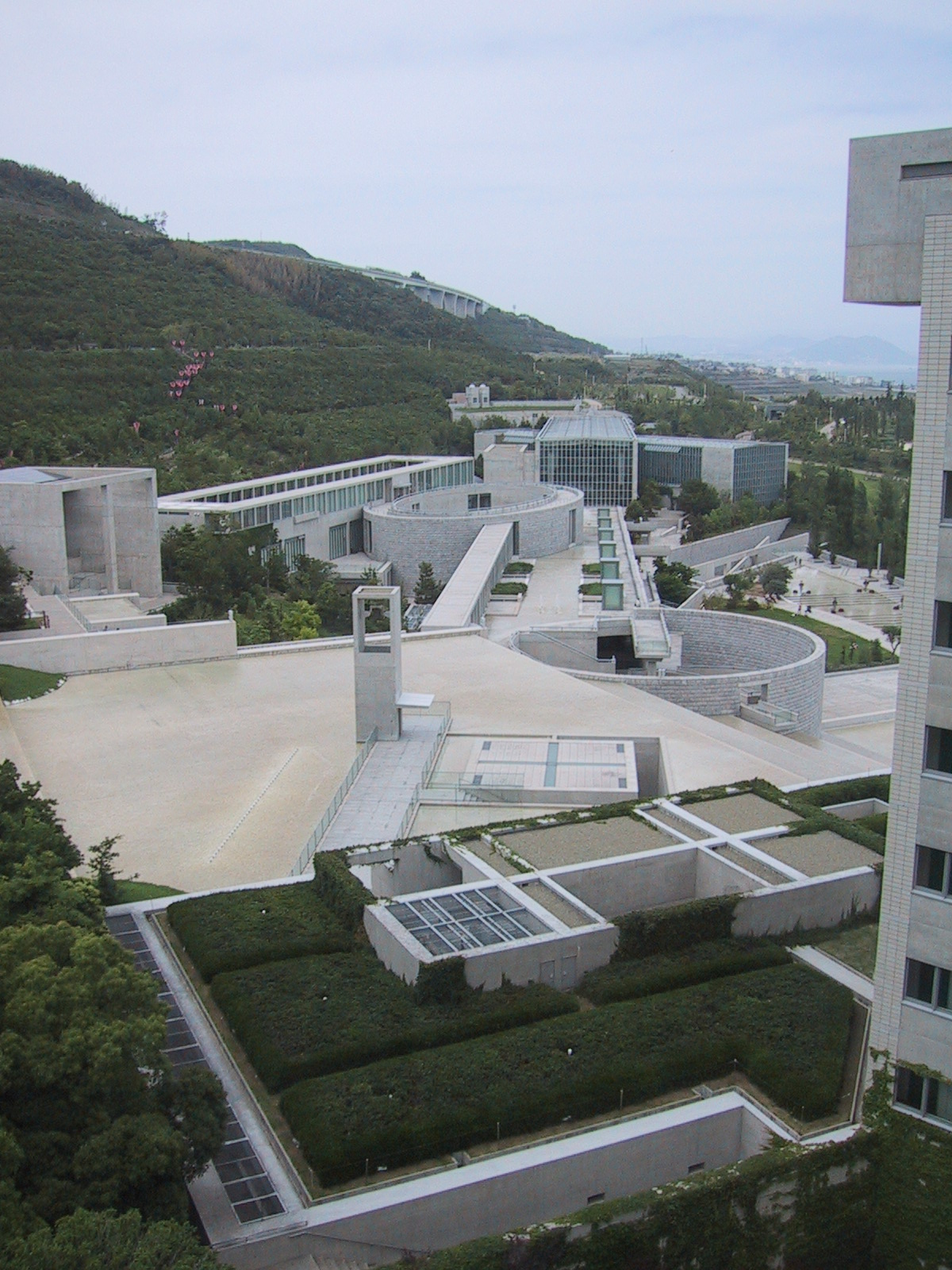
از مشخصات معماری آندو، استفاده بهینه از سیمان و طراحی فضاهای بشدت متخلخل است.

تادائو آندو در سال ۱۹۴۱ در اوساکای ژاپن به دنیا آمد، آندو از سن ۱۰–۱۷ سالگی در یک کارگاه نجاری کار می‌کرد. وی اغلب به ساخت مدل‌های چوبی از کشتی و هواپیما می‌پرداخت، او صنعت و ساختار سنتی چوبی ژاپنی را از یک نجار که مغازهٔ او در خیابان مقابل خانه‌شان بود، فرا گرفت.
از سال ۱۹۶۲–۱۹۶۹، در دههٔ ۲۰ سالگی، آندو تصمیم به یادگیری خودآموز مستقیم معماری گرفت، که او را به خارج از ژاپن برای مشاهدهٔ معابد، مقابر و چای خانهها، به اروپا، آفریقا و آمریکا برد. او معماری را با رفتن و دیدن ساختمان‌های واقعی و مطالعهٔ کتاب‌هایی در مورد کارهای معمارانی از قبیل: لوکوربوزیه، لودویش میس فن در روهه، آلوار آلتو، فرانک لوید رایت و لوئی کان یادگرفت. وی قبل از بازگشت به اوساکا در سن ۲۸ سالگی و بازکردن دفترش، به عنوان استادیار در دانشگاه‌های توکیو، هاروارد، دانشگاه کلمبیا بوده‌است.

## معماری

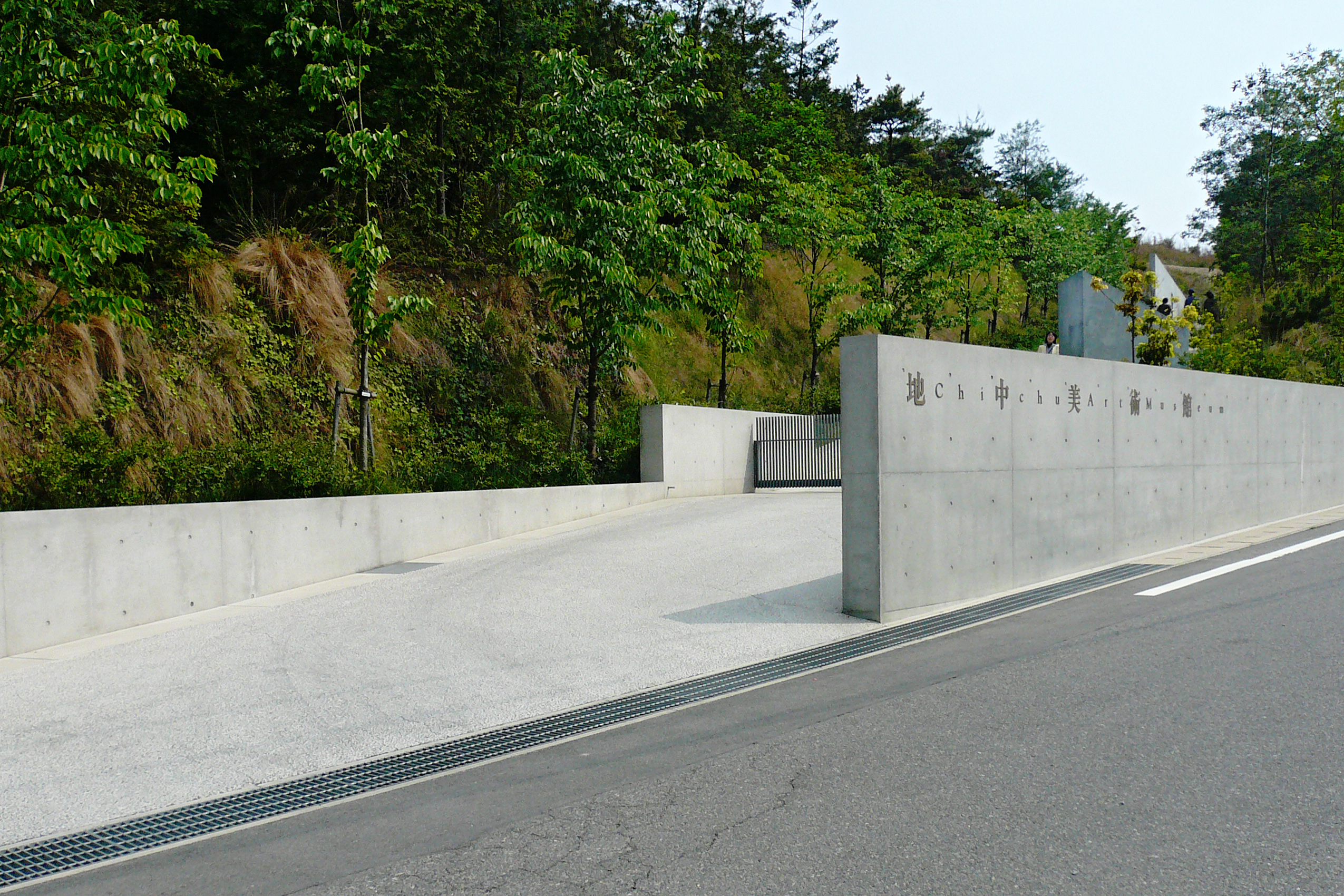
معماری ساخته شده توسط تادائو آندو

تقریباً همه پروژه‌های وی، از بتن نمایان به عنوان ماده اولیه ساخته شده‌اند. او برای به دست آوردن بتن نرم تمیز و کامل برای ساختمان‌هایش، دقت زیادی در ساخت و قالب‌گیری فرم‌های بتنی می‌کرد.
اکثر پروژه‌های آندو در ژاپن قرار دارند و به‌طور متمرکز در اوساکا، جایی که او به دنیا آمده بزرگ شده و هم‌اکنون زندگی و کار می‌کند. علاوه بر یک سری ساختمان‌های مذهبی، وی موزهها، ساختمانهای تجاری که شامل ادارات، کارخانجات و مراکز خرید می‌باشد را طراحی کرده‌است. به هرحال خط مشی حرفه‌ای او با پروژه‌های مسکونی شروع شده.

## از آثار این هنرمند
از زمان تأسیس کارگاه شخصی خود در سال ۱۹۷۰، آندو تاکنون بیش از یکصدو پنجاه پروژهٔ معماری را طراحی کرده‌است. از جمله:
- موزه هنرهای معاصر فورت وورث
- کلیسای نور
- کلیسای روی آب

## نگارخانه

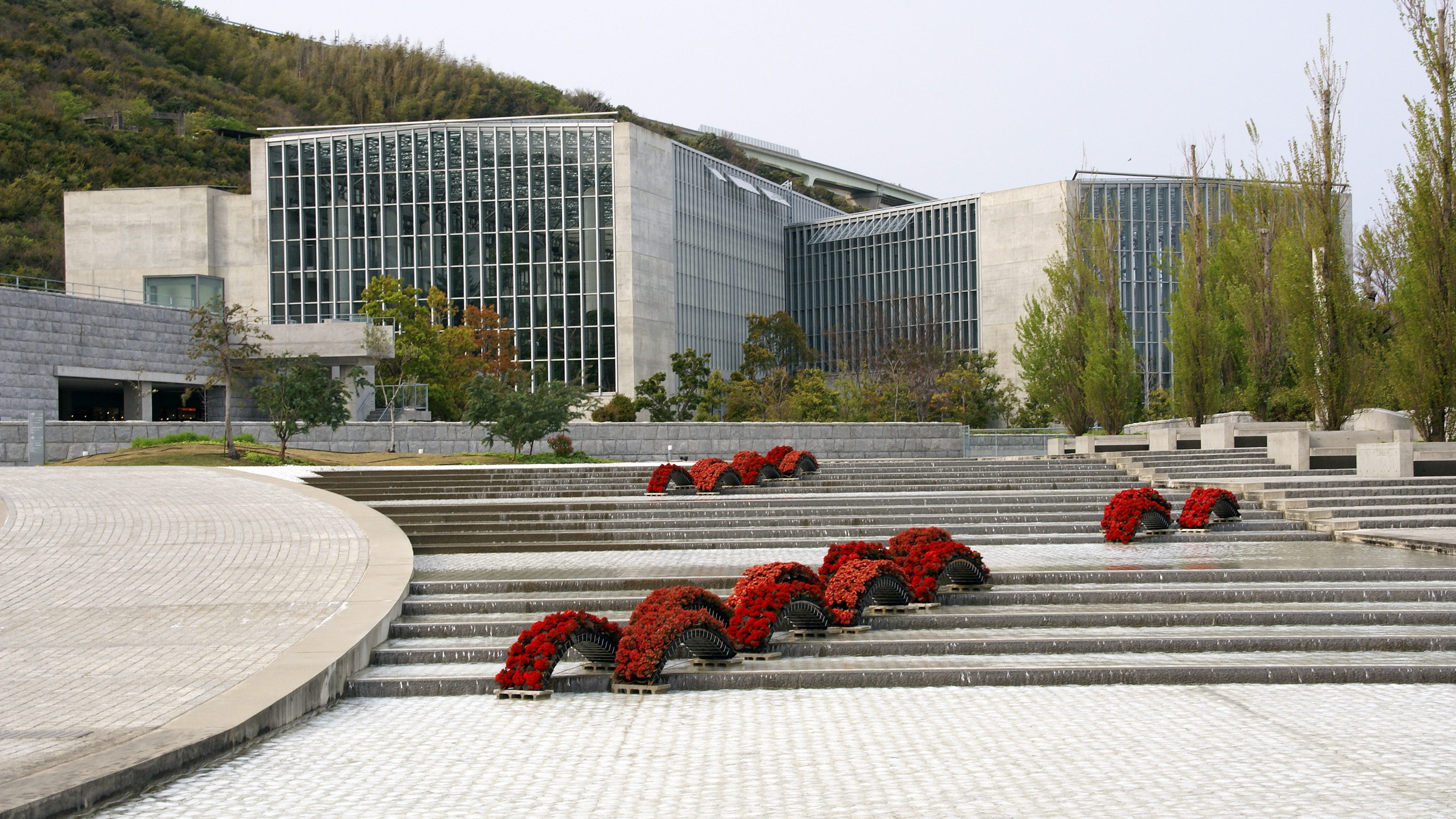
موزهٔ گیاهان سیارهٔ جادویی
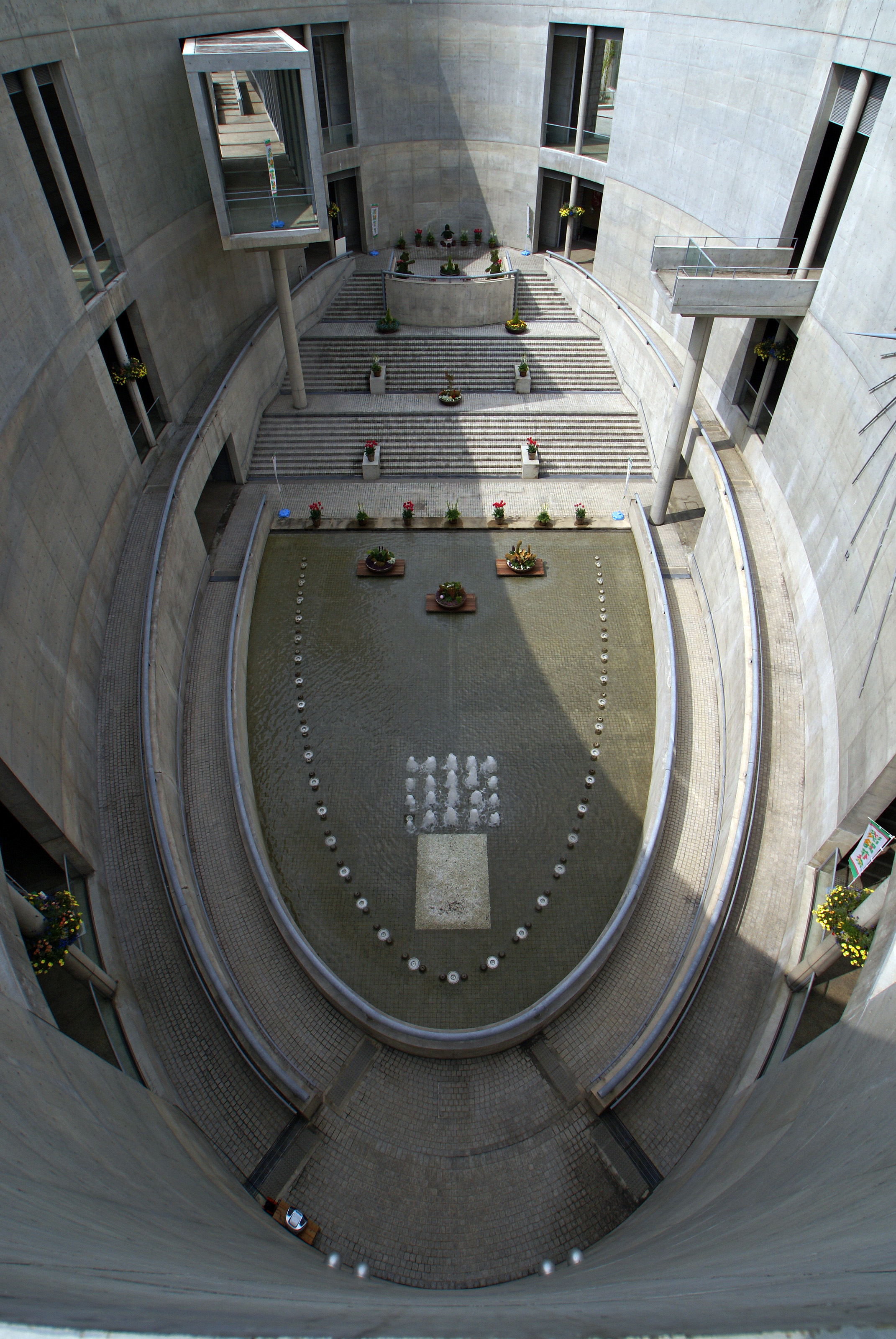
آواجی یومه‌بوتایی
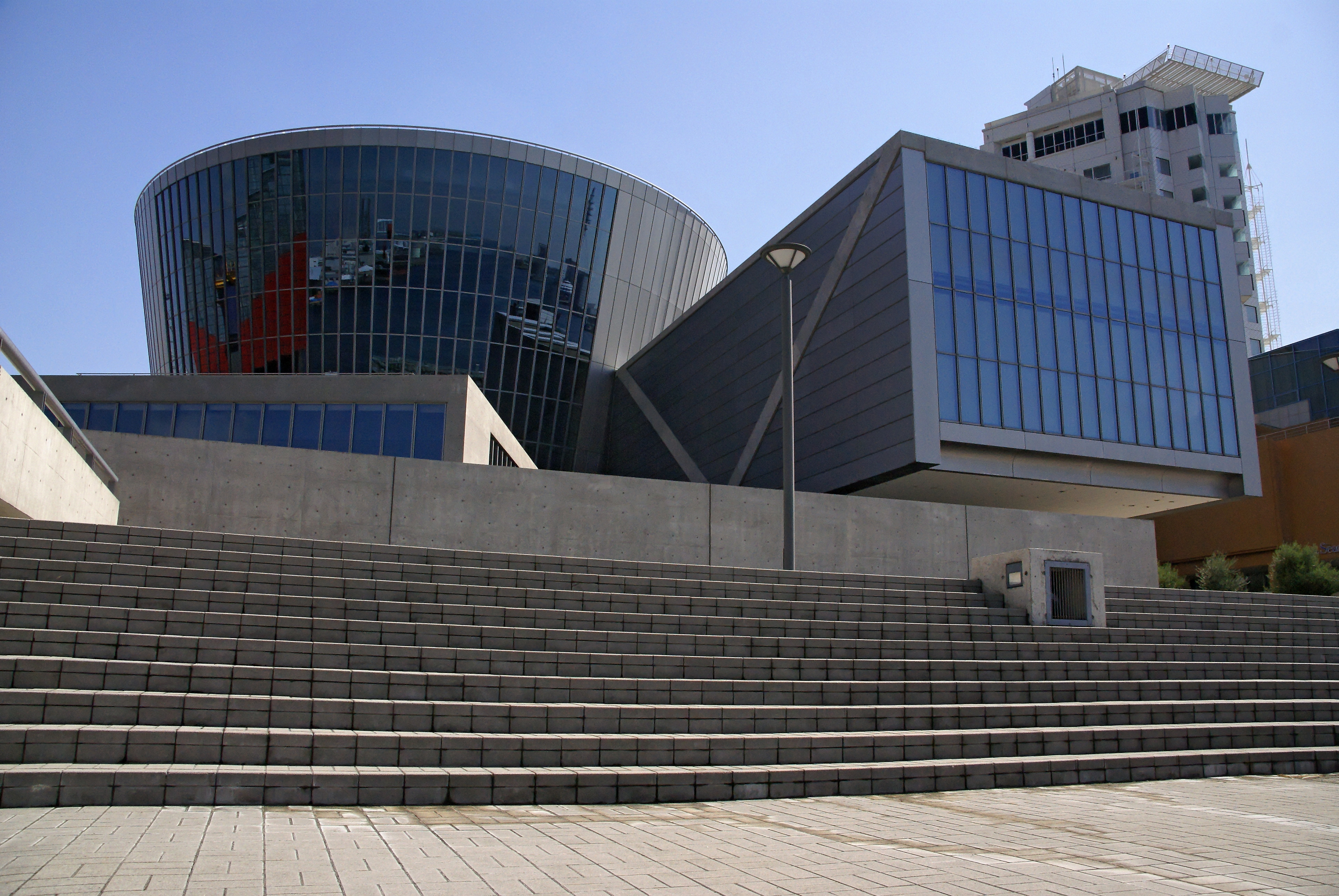
موزهٔ سانتوری
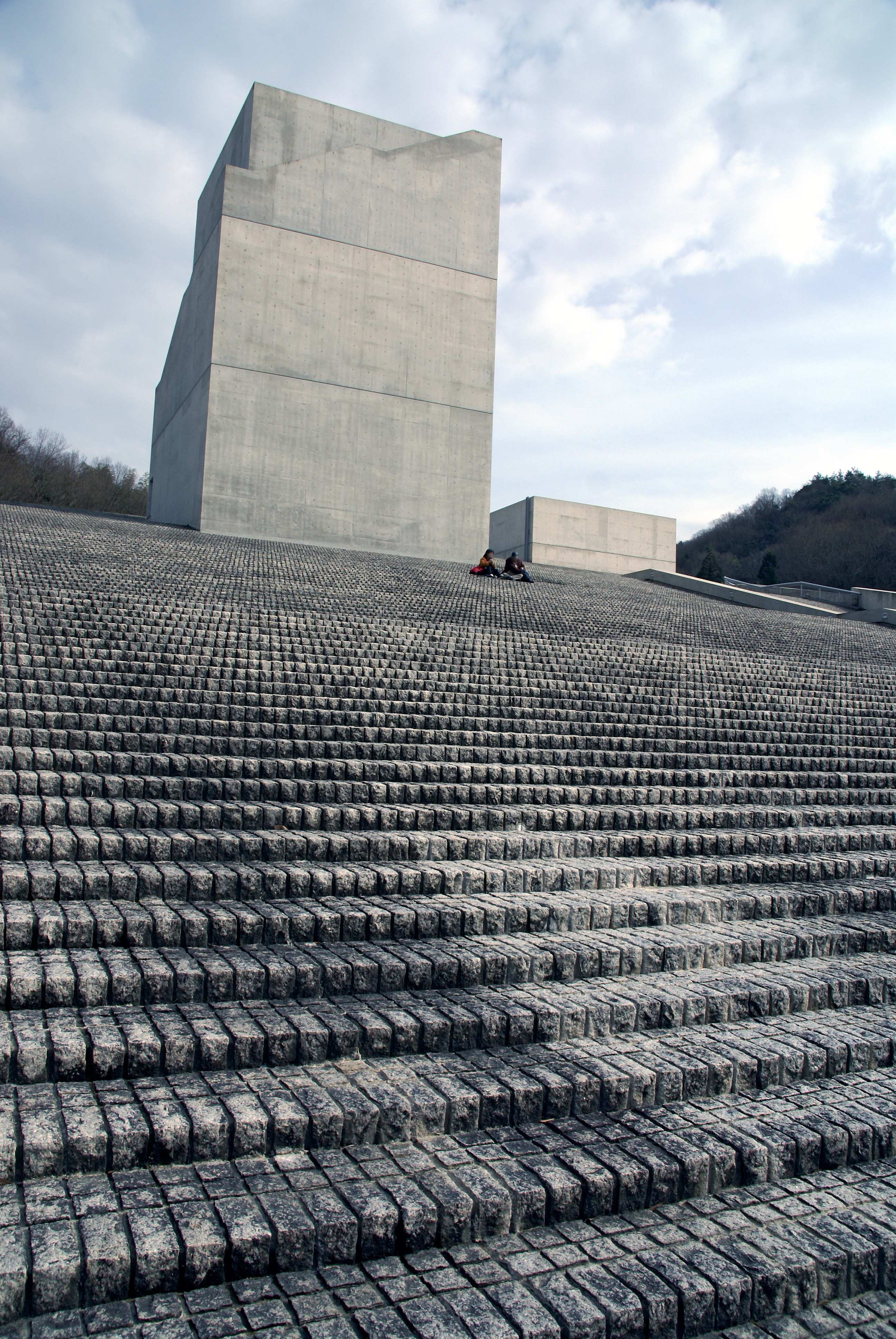
موزهٔ چیکاتسو آسوکا، و پله‌های معروف آن